# NGC 3859
NGC 3859 је спирална галаксија у сазвежђу Лав која се налази на NGC листи објеката дубоког неба.
Деклинација објекта је + 19° 27' 17" а ректасцензија 11h 44m 52,4s. Привидна величина (магнитуда) објекта NGC 3859 износи 14,1 а фотографска магнитуда 14,7. NGC 3859 је још познат и под ознакама UGC 6721, MCG 3-30-91, CGCG 97-122, IRAS 11423+1943, PGC 36582.